# Lord’s (London Underground)

Übersicht der geschlossenen Stationen zwischen Baker Street und Finchley Road

Lord’s ist eine geschlossene Station der London Underground an der Metropolitan Line. Sie gehört zu einer Gruppe dreier stillgelegter Stationen, die zwischen den heutigen Stationen Baker Street und Finchley Road lagen. Die beiden anderen sind Marlborough Road und Swiss Cottage.
Die Eröffnung der Station (unter dem Namen St. John’s Wood Road) fand im Rahmen der Streckeninbetriebnahme zwischen Swiss Cottage und Baker Street am 13. April 1868 statt. Die Bahnsteige lagen in einem überdachten Einschnitt, das Stationsgebäude befand sich an der St. John’s Wood Road, nahe der Kreuzung mit der Park Road. 1924/25 wurde das Gebäude durch einen Neubau ersetzt, um den Andrang zu bewältigen, wenn im benachbarten Lord’s Cricket Ground Spiele stattfanden. Am 1. April 1925 erfolgte die Umbenennung in St. John’s.
An gewöhnlichen Tagen nutzten nur wenige Fahrgäste die Station. Vom 1. Oktober 1929 an war sie nur noch an Werktagen von 9:30 Uhr bis 17:00 Uhr geöffnet. Am 11. Juni 1939 erhielt sie ihren letzten Namen, nur knapp vier Monate vor der Schließung am 19. November 1939. Der Grund für die Schließung war die Beschleunigung der Metropolitan Line, die damals wie heute sehr weit aus der Stadt hinaus führt.
Der Anschluss an das U-Bahn-Netz wurde durch die Eröffnung des Stanmore-Zweigs der Bakerloo Line (heute Teil der Jubilee Line) am darauf folgenden Tag mit der nahe gelegenen Station St. John’s Wood sichergestellt. Von den Bahnsteiganlagen sind heute nur noch Reste erhalten, die als Notausstieg dienen. Das Stationsgebäude wurde Ende der 1960er Jahre abgerissen.